# Mouche orientale des fruits
Bactrocera dorsalis
Espèce
Synonymes
– Chaetodacus ferrugineus (Fabricius)
– Chaetodacus ferrugineus dorsalis (Hendel)
– Chaetodacus ferrugineus
var. okinawanus (Shiraki)
– Dacus dorsalis (Hendel)
– Strumeta dorsalis (Hendel)
Répartition géographique
Bactrocera dorsalis, la mouche orientale des fruits ou mouche des fruits asiatique, est une espèce d'insectes diptères  de la famille des Tephritidae, sous-famille des Dacinae,  originaire des régions de l'Asie du Sud-Est et du Pacifique.
C'est une mouche des climats tropicaux chauds et humides qui pond ses œufs dans les fruits charnus de plus de 400 espèces de plantes sauvages ou cultivées, tant d'arbres fruitiers, notamment les manguiers et les agrumes, que de plantes maraîchères. Ses larves se nourrissent de la pulpe des fruits les rendant impropres à la consommation ou provoquant leur chute prématurée. Les pertes de rendement peuvent être très élevées, jusqu'à 80 %.
Sur le plan réglementaire, cette espèce est soumise à des restrictions qui sont des contraintes pour le commerce international des fruits et légumes.
Elle est notamment inscrite sur la liste A1 (organismes de quarantaine) de l'organisation européenne et méditerranéenne pour la protection des plantes (OEPP) et listée dans l'annexe I de la directive européenne 2000/29/CE du
Conseil du 8 mai 2001 : « organismes nuisibles dont l’introduction et la dissémination doivent être interdites dans tous les États membres, organismes nuisibles inconnus dans la communauté et importants pour toute la communauté ».
Bactrocera dorsalis fait désormais partie de la liste des organismes de quarantaine prioritaires de l’Union européenne (OQP) (Nouvelle réglementation en vigueur à partir du 14 décembre 2019).
Elle est également classée comme organisme de quarantaine par les organisations internationales de protection des plantes suivantes : Commission phytosanitaire pour l'Asie et le Pacifique (APPPC), Comité de protection des plantes du Cône Sud (COSAV), Commission de la protection des plantes dans les Caraïbes (CPPC), Conseil phytosanitaire interafricain (IAPSC) et Organismo internacional regional de sanidad agropecuaria (OIRSA).

## Noms vernaculaires
L'espèce a aussi pour noms vernaculaires : mouche orientale des arbres fruitiers et mouche des fruits asiatique en français, Oriental fruit fly en anglais, Orientalische Fruchtfliege en allemand et mosca oriental das frutas en portugais.En Thaïlande, elle s'appelle Malaeng Wan Tong ou mouche dorée - แมลงวันทอง

## Description

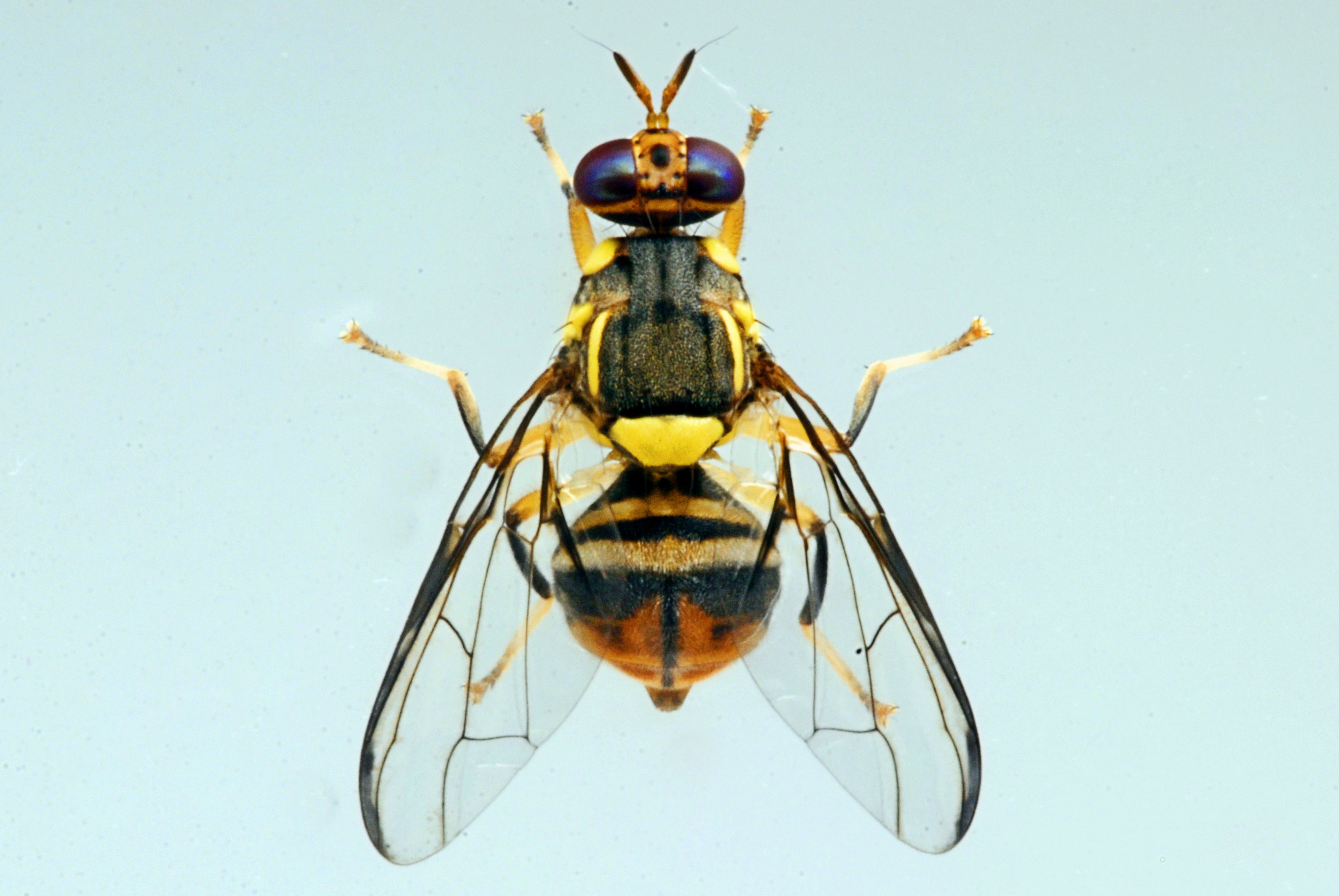
Adulte (vue dorsale).

L'individu adulte (imago), long de huit millimètres, est un peu plus grand que la moyenne des mouches des fruits. Il présente un thorax foncé sur le dos passant au brun-orangé et pâle à foncé sur l'abdomen. Celui-ci porte une bande foncée longitudinale médiane qui forme un T avec l'autre bande foncée transversale présente à la base du segment III. Les ailes sont longues de 7,3 millimètres et l'ovipositeur est proéminent.
L'espèce peut être confondue avec B. carambolae, B. papayae, B. philippinensis et B. occipitalis mais est facilement identifiable grâce aux deux taches noires présentes sur le bout des antennes.

## Distribution et habitat
L'espèce est originaire de l'Asie du Sud-Est (Indonésie, Malaisie, Philippines, Birmanie, Thaïlande, Laos, Viêt Nam et Cambodge), est présente en Asie tropicale (Émirats arabes unis, Pakistan, Inde, Sri Lanka, Bangladesh, Népal, Bhoutan, Sud de la Chine et Taïwan) et en Océanie (Hawaï depuis 1945, îles Mariannes du Nord, Micronésie, Polynésie française depuis juillet 1996 et Palaos depuis septembre 1996),.
L'espèce a été éradiquée en 1965 dans les îles Mariannes du Nord (présente depuis 1935 ou 1936) et à Guam (présente depuis 1947 ou 1948), en 1999 à Nauru (présente depuis les années 1980),,  et en 1985 dans les îles Ryūkyū. Elle a également été piégée sur l'île Maurice en juin 1996.
 Bactrocera dorsalis est absente du territoire continental des États-Unis, où l'espèce a été signalée ou interceptée en Californie et en Floride à plusieurs reprises entre 2001 et 2018, mais à chaque fois éradiquée. Elle est présente en revanche dans l'archipel de Hawaï où elle a été introduite en 1945,.
Des mouches des fruits appartenant au complexe d'espèces Bactrocera dorsalis ont été signalées pour la première fois en Europe dans la région de Campanie (Italie) en mai 2018.

## Biologie
La mouche orientale des fruits est une espèce tropicale dont les adultes entrent en torpeur à des températures inférieures à 7 °C et meurent en dessous de 2 °C.
Le développement de la ponte au stade adulte dure seize jours durant l'été mais se déroule tout au long de l'année.
Les œufs de la mouche orientale des fruits sont pondus sous la peau des fruits, préférentiellement mûrs. Blancs, elliptiques et mesurant 1,17 millimètre de longueur pour 0,21 millimètres de diamètre, ils éclosent au bout de un à trois jours. Les larves, blanc crème et longues de dix millimètres, se développent en se nourrissant de la chair du fruit durant 9 à 35 jours si les températures sont supérieures à 13 °C. Une fois achevée sa croissance, la larve quitte le fruit et passe au stade de pupe sur le sol durant une à deux semaines. L'adulte qui en sort en général entre sept et huit heures du matin met neuf jours à atteindre la maturité sexuelle.
Dans des conditions optimales, la femelle peut pondre 3 000 œufs durant sa vie mais la moyenne se situe autour de 1 200 à 1500.

## Comportement
L'espèce s'attaque aux fruits cultivés et sauvages en y pondant des œufs, rendant toute consommation humaine impossible. C'est une des espèces les plus nuisibles du genre Bactrocera. Elle sévit sur 117 espèces hôtes (76 genres et 37 familles) en Asie et 173 à Hawaii. Les fruits les plus attaqués sont l'avocat, la mangue et la papaye mais l'espèce s'en prend aussi au citron, psidium, banane, nèfle du Japon, tomate, cerise de Cayenne, fruit du jamrosat, fruit de la passion, kaki, ananas, pêche, poire, abricot, figue et café. La mouche des fruits orientale Bactrocera dorsalis a aussi pour plante hôte majeure Sauropus androgynus.
En Polynésie française, elle affecte l'avocatier, le badamier, le bananier, le carambolier, le châtaignier de Tahiti, le corossol, le goyavier, le manguier, l'oranger, le pamplemoussier, le papayer et le prunier de Cythère.
Les mâles sont attirés par le méthyle eugénol,.

## Impact économique
La mouche orientale des fruits est l'une des cinq espèces les plus nuisibles au monde,.
En France, l'ANSES appelle à « renforcer la surveillance sur les marchandises importées et sur les cultures en zone méditerranéenne près des ports et aéroports ».

## Études
Des études sur la tolérance à la chaleur de cette espèce sont menées à Hawaii.

## Méthodes d'éradication
Des pièges au méthyl eugénol sont confectionnés dans la méthode dite d'éradication des mâles : des pièces de bois, de bourre de coco ou de tissus sont trempés dans un mélange de méthyle eugénol et d'insecticide et cloués sur les arbres ou éparpillés sur de grandes surfaces. Un renouvellement du mode opératoire tous les deux mois pendant six à huit campagnes suffit en général à éradiquer l'espèce. Cette méthode fut efficace à Guam, aux îles Mariannes du Nord et à Nauru mais moins en Polynésie française. En Thaïlande, on utilise un spray gluant à base de méthyle eugénol dont on enduit des bouteilles en plastique accrochées aux arbres. Il est possible de réaliser des pièges simples à l'aide d'une bouteille en plastique percée de trous de 5mm sur la périphérie, à +/- 12 cm du bouchon. Un coton tige imbibé de méthyle eugénol attire les mouches qui entrent et ne peuvent plus sortir. Une sorte de fourmi rouge, Oecophylla smaragdina, trouve le moyen d'entrer dans la bouteille et mange les cadavres de mouches. Il faut imbiber les cotons tiges environ tous les dix jours.
Les fruits (plus particulièrement la mangue, le psidium, la châtaigne tahitienne, le jamrosat et le badamier) sont surveillés. Des moyens de prévention comme le ramassage des fruits tombés à terre, la limitation du transport des fruits, leur emballement et leur mise en quarantaine sont aussi efficaces.

### Sources
- (en) Université de Floride - Bactrocera dorsalis.
- (en) Université d'Hawaii - Bactrocera dorsalis.
- (fr) Organisation européenne et méditerranéenne pour la protection des plantes - Bactrocera dorsalis.